# 上條暢嵩
上條 暢嵩（かみじょう のぶたか、1994年（平成6年）1月4日 - ）は、大阪府大阪市出身のボートレーサー。登録第4719号。110期。大阪支部所属。師匠は野添貴裕。同期に前出達吉、村上遼、喜多須杏奈らがいる。父は49期の上條信一、実兄は102期の上條嘉嗣。大阪府立大塚高等学校卒業。

## 来歴
- 応募総数1592人の中から合格し、第110期養成員としてやまと学校に入学。
- 2012年3月16日、やまと学校を卒業。優出3回、リーグ戦勝率6.18を記録するも卒業記念には出走できなかった。
- 2012年3月17日、選手登録。
- 2012年5月18日からボートレース住之江で開催された 一般戦「サンケイスポーツ旗争奪第41回飛龍賞」初日第1Rでデビュー[1]。（6号艇、6着）
- 2012年6月22日からボートレース津で開催された 一般戦「第3回日本モーターボート選手会会長賞」3日目第1Rで4号艇6コースからまくり差しを決めて勝利[2]し、初勝利で水神祭を飾る。
- 2015年3月19日からボートレース常滑で開催された 一般戦「常滑市長杯〜男女W優勝シリーズ〜」6日目（最終日）第11R優勝戦に出走[3]し、初優出を果たす。（6号艇、6コース、5着）
- 2015年12月24日、2016地区スター候補（住之江）に選出[4]される。
- 2016年6月7日からボートレース住之江で開催された 一般戦「水無月きらめき」4日目（最終日）第12Rで1号艇1コースから逃げを決めて勝利[5]し、初優勝を飾る。
- 2016年7月26日からボートレース住之江で開催された G1「太閤賞競走　開設60周年記念」初日第3Rに出走[6]しG1初出場。2日目第1Rに1号艇1コースからイン逃げを決めて勝利[7]し、G1初勝利を飾った。
- 2016年12月26日、2017トップルーキーに選出[8]される。
- 2017年12月26日、2018トップルーキーに選出[9]される。
- 2018年10月13日からボートレース住之江で開催された G1「第46回高松宮記念特別」6日目（最終日）第12R優勝戦に出走[10]し、G1初優出を果たす。（2号艇2コース、4着）

- 2019年4月4日からボートレース下関で開催された G1「ダイヤモンドカップ」6日目（最終日）第12R3号艇3コースからまくりを決めて勝利[11]し、G1初優勝[12]を遂げて水神祭[13]を飾る。
- 2019年7月10日からボートレース常滑で開催された SG「第24回オーシャンカップ」初日第5Rに出走[14]し、SG初出場を果たす。
- 2019年10月22日からボートレース児島で開催された SG「第66回ボートレースダービー」3日目第6R1号艇1コースから逃げを決めて勝利[15]し、SG初勝利を飾る。
- 2021年9月12日からボートレース津で開催された 一般戦「津PR第2戦BR津ファン感謝オール津ター!」5日目第12R準優勝戦に出走し、1号艇1コースから抜きで勝利[16]し、通算500勝を飾る。
- 2022年3月16日からボートレース大村で開催された SG「第57回ボートレースクラシック」6日目（最終日）第12Rに出走[17]し、SG初優出を飾る。（2着）
- 2023年9月19日からボートレース下関で開催された PG1「第10回ヤングダービー」6日目（最終日）第12R2号艇2コースからまくりを決めて勝利[18]し、通算2回目のG1優勝[19]を飾る。
- 2024年1月19日からボートレース下関で開催されたG1「開設69周年記念競帝王決定戦」6日目（最終日）第12R1号艇1コースから逃げを決めて勝利し通算3回目のG1優勝を飾った。
- 2025年4月17日のボートレース住之江「G1太閤賞競走開設69周年記念」優勝戦で地元周年初制覇。G1は通算4回目の優勝[20]。

## 人物・エピソード
- ボートレーサーを目指したキッカケは父や兄と同じ世界に入って勝負したいと思ったため[21]。
- 大阪市立生野中学校卒業。中学時代はバスケットボール部所属だった[22]。やまと学校（現・ボートレーサー養成所）は109期から受けはじめ、初回は不合格だったものの2回目の受験（110期）で合格し、当時通っていた高校を中退してやまと学校に進んだ[23]。
- 趣味はゴルフ。
- 『ボートの時間!』（サンテレビ）に頻繁に出演しており、事実上の準レギュラー扱い。そのため同番組では「ボートの時間!さん」とのニックネームを付けられている[24]。

## 戦績
- 出走回数：2599回
- 1着回数：656回
- 優出回数：89回
- 優勝回数：22回
- SG優勝回数：0回
- SG優出回数：2回
- SG出走回数：108回
- G1優勝回数：3回
- G1優出回数：7回
- G1出走回数：493回
- フライング(F)回数：9回
- 出遅れ(L)回数：2回
- 通算勝率：6.39
- 2連対率：45.253
- 3連対率：61.83
- 生涯獲得賞金：359,709,399円